# Mark Miller
Mark Miller (ur. 24 października 1962 r. w Phoenix) – amerykański kierowca rajdowy, wcześniej startował jako motocyklista w amerykańskich wyścigach SCORE Off-road Series, później zaś wygrywał zawody NASCAR Truck Series i rajdy terenowe Baja 1000 i Baja 500.

## Kariera i osiągnięcia
- 2002 - debiut w Rajdzie Dakar i 19. pozycja w klasyfikacji końcowej
- 2006 - 5. miejsce w Rajdzie Dakar
- 2007 - 4. miejsce w Rajdzie Dakar
- 2008 - 2. miejsce w Rajdzie Dos Sertoes
- 2009 - 2. miejsce w Rajdzie Dakar

## Starty w Rajdzie Dakar
| Rok  | Kategoria | Pojazd             | Wynik | Uwagi               |
| ---- | --------- | ------------------ | ----- | ------------------- |
| 2002 | samochody | Toyota             | 19    |                     |
| 2004 | samochody | Chevrolet Protruck | NU    | odpadł na 9. etapie |
| 2006 | samochody | Volkswagen Touareg | 5     |                     |
| 2007 | samochody | Volkswagen Touareg | 4     |                     |
| 2009 | samochody | Volkswagen Touareg | 2     |                     |
| 2010 | samochody | Volkswagen Touareg | 3     | wygrał 1 etap       |